# Henry Chandler Cowles
Henry Chandler Cowles (27 de fevereiro de 1869 - 12 de setembro de 1939) foi um botânico norte-americano, pioneiro na ecologia vegetal. Foi professor da Universidade de Chicago, estudou a sucessão ecológica nas dunas de Indiana, no Noroeste de Indiana (Estados Unidos da América). Isso o levou a esforços para preservar as dunas de Indiana. Um dos alunos de Cowles, D. Frank, continuou sua pesquisa.
Um dos locais de estudo de campo de Cowles é agora chamado "Cowles Bog" em sua homenagem. O pântano de Cowles e os locais próximos da duna foram preservados mais tarde para o público.
Cowles nasceu em uma família de agricultores e desenvolveu um interesse por plantas desde muito jovem. Ele estudou botânica e geologia no Oberlin College , onde se formou em 1893. Após um ano ensinando no Gates College em Nebraska, Cowles recebeu uma bolsa de estudos para estudar na Universidade de Chicago . Cowles iniciou seus estudos em geologia. No entanto, ele logo mudou para a botânica e estudou sob a direção do botânico americano John Coulter. Apesar da mudança, Cowles manteve um interesse permanente em geologia e geografia fisiográfica , que influenciaram profundamente sua pesquisa ecológica.

A dissertação de Cowles tratou da vegetação de dunas de areia ao longo da costa sul do Lago Michigan . Lá Cowles encontrou uma série de comunidades de plantas que ele interpretou como um registro histórico de mudanças na vegetação, começando com algumas plantas resistentes crescendo em dunas instáveis e culminando em uma comunidade clímax (ou seja, uma comunidade biológica madura e equilibrada cuja composição muda pouco ao longo do tempo) de floresta estacional decidual crescendo em dunas antigas. Cowles descreveu este processo de sucessão vegetal como análogo ao desenvolvimento de um organismo a partir do embriãopara adulto, embora ele também enfatizasse que variáveis ambientais variáveis (como declive das dunas, velocidade e direção do vento , umidade e química do solo ) frequentemente interrompiam esse padrão de desenvolvimento. Assim, em um esquema idealizado, a evolução da comunidade de plantas aumentaria a estabilidade da duna de areia . Na realidade, porém, a duna frequentemente se soltava, destruindo a simbiose bem ajustada entre as plantas e o solo. Dissertação de Cowles, publicada em 1899 como um artigo extenso no Botanical Gazette(um importante jornal fundado por seu professor John Coulter), tornou-se um estudo clássico de sucessão de plantas. O trabalho contribuiu muito para estabelecer a “ecologia dinâmica” como o foco central da ecologia vegetal americana durante a primeira metade do século XX. A abordagem fisiográfica de Cowles explicou o desenvolvimento e distribuição das comunidades de plantas locais em termos de topografia , umidade, vento, erosão , sedimentação e outros processos geológicos. Seu artigo de 1901 no Botanical Gazette sobre a ecologia fisiográfica da área ao redor de Chicago solidificou sua reputação como uma figura importante na ecologia de plantas.